# 10. südgrönländischer Landesratswahlkreis
Der 10. südgrönländische Landesratswahlkreis war von 1911 bis 1951 ein Landesratswahlkreis in Südgrönland. Der Wahlkreis umfasste die Gemeinden Kangaamiut und Maniitsoq im Kolonialdistrikt Sukkertoppen und die Gemeinde Itilleq im Kolonialdistrikt Holsteinsborg.

## Vertreter
Folgende Personen vertraten den Wahlkreis:
| Wahlperiode | Landesrat                       | Stellvertreter     | Anmerkung                                         |
| ----------- | ------------------------------- | ------------------ | ------------------------------------------------- |
| 1911–1916   | Peter Rosing (nicht 1913, 1914) | Kristen Kreutzmann | Wahlkreis 1913 und 1914 ohne Vertreter            |
| 1917–1922   | Karl Rosing (nicht 1921)        | Kristen Kreutzmann | Wahl 1917 ungültig; Wahlkreis 1921 ohne Vertreter |
| 1923–1926   | Karl Rosing (nicht 1925)        | Karl Kreutzmann    | Wahlkreis 1925 ohne Vertreter                     |
| 1927–1932   | Hans Kreutzmann (nicht 1928)    | Karl Rosing (1928) |                                                   |
| 1933–1938   | David Rosing                    | ?                  |                                                   |
| 1939–1944   | Karl Kreutzmann                 | ?                  |                                                   |
| 1945–1950   | Karl Kreutzmann                 | David Rosing       |                                                   |